# Osmar Leitão
Osmar Leitão Rosa ComMM (São Gonçalo, 10 de junho de 1937 – São Gonçalo, 18 de julho de 2025) foi um político brasileiro.

## Biografia
Filho de Arlette da Silva Leitão Rosa e Manoel Leitão Rosa, Osmar Leitão foi casado com Regina Leitão Rosa, com quem teve quatro filhos. Bacharel em ciências jurídicas e sociais pela Faculdade de Direito da Universidade Federal Fluminense, em Niterói, exerceu o mandato de deputado federal constituinte em 1988. Antes de iniciar carreira na política, trabalhou como funcionário do Ministério da Fazenda, supervisor do ensino primário, técnico em contabilidade e chefe de gabinete do prefeito de São Gonçalo (RJ). Na disputa de 1962, elegeu-se vereador dessa cidade pelo Partido Republicano (PR), transformando-se em presidente do diretório local.
Com a extinção dos partidos políticos e a instauração do bipartidarismo durante a ditadura militar, filiou-se à Aliança Renovadora Nacional (Arena), partido de apoio e suporte do regime militar. Foi eleito prefeito de São Gonçalo em 1967 e abandonou a função em 1970, para concorrer ao pleito à Câmara dos Deputados, do qual saiu vitorioso. Em 1974 e 1978, reelegeu-se deputado federal.
Em 1979, com o fim do bipartidarismo e a consequente reestruturação partidária, filiou-se ao recém-criado Partido Democrático Social (PDS). Nas eleições de novembro de 1982, foi eleito para sua quarta legislatura federal. Ausentou-se da sessão da Câmara dos Deputados em 25 de abril de 1984, que acabou sem quórum e impediu a votação da emenda Dante de Oliveira, a qual propunha eleições diretas para presidente da República ainda naquele ano. No Colégio Eleitoral, que em 15 de janeiro de 1985 escolheu o candidato da oposição, Tancredo Neves, Osmar Leitão optou por se abster da votação.
Inscrito no Partido da Frente Liberal, nas eleições de 1986 conquistou o cargo de deputado federal. Ao longo desse mandato, votou favoravelmente ao mandato de cinco anos para o presidente à época José Sarney, ao turno ininterrupto de seis horas, ao voto facultativo aos 16 anos, à nacionalização do subsolo, à jornada semanal de 40 horas, à pluralidade sindical e ao aviso prévio proporcional. E apresentou voto contrário em relação ao presidencialismo, ao mandado de segurança coletivo, à pena de morte, à criação do fundo de apoio à reforma agrária, à limitação do direito de propriedade, à estatização do sistema financeiro, à desapropriação da propriedade produtiva, à legalização do jogo do bicho, à estabilidade no emprego.
Em agosto de 1990, como deputado, Leitão foi admitido pelo presidente Fernando Collor à Ordem do Mérito Militar no grau de Comendador especial. Candidatou-se pela sexta vez à reeleição na disputa de 1990, ainda no PFL, porém conseguiu somente uma suplência. Saiu da Câmara em janeiro de 1991. Nas eleições de outubro de 1994, no Partido Progressista Reformador (PPR), tentou novamente retornar à Câmara dos Deputados mas não obteve sucesso. Por causa da anulação das eleições por presunção de adulteração na apuração dos resultados, no novo pleito realizado em novembro, Leitão conquistou uma suplência.
Colaborou na criação do Partido Progressista Brasileiro, em agosto de 1995, nascido da fusão do Partido Progressista com o PPR. Retornou ao Legislativo federal, em junho de 1996, preenchendo o cargo do deputado José Carlos Lacerda, designado para a Secretaria de Desenvolvimento da Baixada e Municípios Adjacentes do governo Marcello Alencar (1995–1998), no Rio de Janeiro.
Em julho de 1996, como titular da Comissão de Finanças e Tributação, defendeu a aprovação da Contribuição Provisória sobre Movimentação Financeira (CPMF), origem complementar de renda destinada à saúde.
Em outubro de 1997, saiu com a quarta colocação pelo PPB na corrida pela prefeitura de São Gonçalo, muito abaixo do vitorioso, Edson Ezequiel, do Partido Democrático Trabalhista.
Candidatou-se novamente ao cargo de deputado federal pelo Partido Socialista Brasileiro nas eleições de 2006, sem sucesso.

### Morte
Leitão morreu no dia 18 de julho de 2025, aos 88 anos, em São Gonçalo, Rio de Janeiro.

## Mandatos na Câmara dos Deputados[1]
- 1971–1975, RJ, ARENA. Posse: 01/02/1971
- 1975–1979, RJ, ARENA. Posse: 01/02/1975
- 1979–1983, RJ, ARENA. Posse: 01/02/1979
- 1983–1987, RJ, PDS. Posse: 01/02/1983
- 1987–1991, RJ, PFL. Posse: 01/02/1987
- 1996–1999, RJ, PPR. Posse: 03/06/1996

## Filiações partidárias[1]
- PDC, 1958–1961
- PL, 1963–1965
- ARENA, 1966–1979
- PDS, 1980–1985
- PFL, 1985–1987
- PPR, 1993–1995
- PPB, 1995–2025